# مومیا ابو جمال
مومیا ابوجمال یک زندانی شهروند آمریکا است.
وی در سال ۱۹۸۱، به اتهام قتل افسر پلیس دنیل فاولکنر در شهر فیلادفیا بازداشت و تا به امروز زندانی است، به دلیل روشن نبودن موضوع، پروندهٔ قضایی‌اش تا ژانویه ۲۰۱۲ در انتظار اعدام بود.
ابوجمال با عنوان «سرشناس‌ترین زندانی محکوم به مرگ در جهان» توسط روزنامه نیویورک تایمز معرفی شده است.
وی در ژانویه ۲۰۱۲ از انتظار اعدام حذف شد. در ماه مارس ۲۰۱۲ دادگاه عالی پنسیلوانیا حکم داد که با همهٔ ادعاها و شواهد جدید، نیازی به محاکمهٔ مجدد نیست. ابوجمال خبرنگار، فعال سیاسی و از زندانیان سرشناس آمریکایی است.
وی هم‌اکنون در زندان به سر می‌برد.
از سال ۱۹۸۲، دادگاه پروندهٔ ابوجمال به دلیل مغایرت با قانون اساسی مورد انتقادات جدی قرار گرفته است. برخی ادعا می‌کنند وی بی‌گناه است و بسیاری با حکم اعدام وی مخالفند.خانوادهٔ فالکنر، مقامات دولتی، سازمان‌های پلیس و سایر گروه‌ها، معتقدند که دادرسی ابوجمال عادلانه است. گناه او غیرقابل انکار و حکم اعدام برای وی مناسب است.

## دوران جوانی و فعالیتش
وی در وسلی کوک در فیلادلفیا، پنسیلوانیا، جایی که بزرگ شد، به دنیا آمد. او یک برادر کوچکتر به نام ویلیام دارد. آنها در مدارس دولتی محلی تحصیل می کردند.
در سال 1968 ، یک معلم دبیرستان، یک کنیایی که کلاس فرهنگ آفریقا را تدریس می کرد ، دانش‌آموزان را به استفاده از نام‌های آفریقایی یا عربی برای استفاده در کلاس تشویق کرد. او نام کوک را "مومیا" گذاشت. به گفته ابو جمال ، "مومیا" به معنای "شاهزاده" است و نام یک ملی‌گرای آفریقایی ضد استعمار کنیایی بود که قبل از استقلال کنیا علیه انگلیس جنگید.
ابو جمال پس از ترک حزب پلنگ سیاه ، به عنوان دانش آموز به دبیرستان سابق خود بازگشت. وی به دلیل توزیع ادبیات خواستار "قدرت دانشجویی انقلابی سیاه" به حالت تعلیق درآمد. او اعتراض‌های ناموفقی را برای تغییر نام مدرسه به مالکوم ایکس عالی، برای بزرگداشت رهبر بزرگ آفریقایی-آمریکایی که در مخالفان سیاسی در نیویورک کشته شده بود، به راه انداخت. ابو جمال پس از دستیابی به GED، مدت کوتاهی در کالج گودارد در روستای ورمونت تحصیل کرد.او به فیلادلفیا بازگشت.

## آثار و تالیفات در زندان
- ما آزادی می‌خواهیم: یک زندگی در حزب پلنگ سیاه
- تمام چیزهایی که سانسور شده
- زندگی کردن از انتظار اعدام
- شکوفه مرگ: بازتاب از یک زندانی سیاسی
- وکلا زندان: زندانیان از زندانیان دفاع می‌کنند
- ایمان پدران ما: بررسی زندگی معنوی و روحانی مردم آفریقایی-آمریکایی

## فیلم مستند
مستند «تمام زندگی من در زندان» در سال ۲۰۰۸ به کارگردانی مارک ایوانز، و نوشته شده توسط ایوانز و ویلیام ساخته شد.
این مستند در ایران نیز پخش شد.

## همچنین مشاهده کنید
الفنزو جوردانو